# Helmut Schnitter
Helmut Schnitter, né le 17 octobre 1933 à Reichenberg, est un historien allemand. Il fait partie des rares historiens militaires allemands spécialisés dans le début de l'époque moderne et est également considéré par les historiens ouest-allemands, jusqu'à une période récente, comme l'un des « chercheurs les plus stimulants de RDA dans le domaine de l'historiographie du début de l'époque moderne »

## Vie et œuvre
De 1956 à 1960, Schnitter travaille comme collaborateur scientifique à l'Institut d'histoire allemande de l'université Karl-Marx de Leipzig, où il est chargé en 1960 d'enseigner au département d'histoire militaire. De 1960 à 1969, il est également assistant scientifique au département d'histoire militaire de l'Institut d'histoire de l'Académie allemande des sciences de Berlin. En février 1964, il rédige sa thèse à Leipzig, intitulée L'histoire de la littérature militaire bourgeoise en Allemagne et obtient son doctorat.
De 1969 à 1983, Schnitter dirige un groupe spécialisé, puis un département de recherche à l'Institut d'histoire militaire de la RDA (de) à Potsdam jusqu'en 1989. Il obtient son doctorat B (de) en 1975 à Potsdam sur le thème Le peuple et la défense nationale. Sur l'histoire de la défense nationale dans les territoires allemands du XVIe siècle au XVIIIe siècle. En septembre 1983, il obtient un poste de professeur à Potsdam. Il est l'éditeur des Cahiers du centre de recherche en histoire militaire de Berlin. Dans l'armée nationale populaire, Schnitter a le grade de colonel.
Schnitter est l'un des rares historiens militaires allemands à se concentrer sur le début de l'époque moderne. Conformément à la conception marxiste-léniniste de l'histoire du début de l'époque moderne en tant qu'époque de révolutions bourgeoises précoces (de), Schnitter se consacre à la défense nationale, qui voit le jour à la suite de la réforme orangiste de l'armée (de) après la révolte néerlandaise, en tant qu'alternative au mercenariat, qui favorise « la formation d'une nouvelle relation entre l'État, le peuple et la force armée » Lorsque, à partir des années 1970, l'idée d'une « nation socialiste » est propagée en RDA, Schnitter fait partie des historiens qui traitent l'histoire de l'armée sous l'absolutisme comme un objet à part entière et non plus seulement sous le signe de la recherche sur le militarisme. Les travaux de Schmitter sur l'histoire militaire du début de l'époque moderne sont reconnus comme « dignes d'être lus » jusqu'à une époque récente.

## Ouvrages
- avec Gerhard Förster (de), Heinz Helmert (de) : Der zweite Weltkrieg. Militärischer Verlauf und Chronik. Verlag Enzyklopädie, Leipzig, 1962.
- avec Gerhard Förster, Helmut Otto (de) : Der preußisch-deutsche Generalstab 1870 - 1963. Zu seiner politischen Rolle in der Geschichte. Dietz, Berlin, 1964.
- avec Helmut Otto, Karl Schmiedel (de) : Der erste Weltkrieg. Militärhistorischer Abriß. Deutscher Militärverlag, Berlin, 1964.
- Zur Geschichte der bürgerlichen militärischen Zeitschriftenliteratur in Deutschland. [S.n.], Leipzig, 1964.
- Militärwesen und Militärpublizistik. Die militärische Zeitschriftenpublizistik in der Geschichte des bürgerlichen Militärwesens in Deutschland. Deutscher Militärverlag, Berlin, 1967.
- Drei konservative Berliner Zeitungen während des Krimkrieges, 1853–56., Berlin, 1969.
- avec Karl Schmiedel: Bürgerkrieg und Intervention 1918 bis 1922. Militärhistorischer Abriß des Bürgerkrieges und der ausländischen Intervention in Sowjetrußland. Deutscher Militärverlag, Berlin, 1970.
- avec Ludwig Renn, Klaus Segner: Krieger, Landsknecht und Soldat. Kinderbuchverlag, Berlin, 1973.
- Militärwesen und Wissenschaften. Zum Einfluß der Wissenschaften auf das militärische Denken vom 16. bis zum 18. Jahrhundert. In: Militärgeschichte. 1973.
- Zur Entwicklung der Landesdefension in den deutschen Territorien im 16./17. Jahrhundert. In: Militärgeschichte. 1973.
- Das Soldatenbild des deutschen Bauernkrieges. In: Militärgeschichte. 1974.
- Desertion im 18. Jahrhundert. Zwei Dokumente zum Verhältnis von Volk und Armee im spätfeudalen preußischen Militär. In: Militärgeschichte. 1974.
- Leibniz und das Militärwesen seiner Zeit. In: Militärgeschichte. 16, 3, 1977.
- Volk und Landesdefension. Volksaufgebote, Defensionswerke, Landmilizen in den deutschen Territorien vom 15. bis zum 18. Jahrhundert. Militärverlag der Deutschen Demokratischen Republik, Berlin, 1977.
- Vom Bauernheer zur Volksarmee. Fortschrittliche militärische Traditionen des deutschen Volkes. Militärverlag der Deutschen Demokratischen Republik, Berlin, 1979.
- Preußen und seine Armee im 18. und 19. Jahrhundert. Reaktion und Fortschritt. In: Preußen: Legende und Wirklichkeit. 1983, p. 173–184.
- „… also nötlich ist auch das Schwert“. Streifzüge durch die deutsche Militärgeschichte. Neues Leben, Berlin 1984.
- Der Bauernkrieg in Thüringen. Militärverlag der Deutschen Demokratischen Republik, Berlin, 1984.
- Von Salamis bis Dien Bien Phu. Schlachten aus drei Jahrtausenden. Zeichnungen von Karl-Heinz Döring. Neues Leben, Berlin, 1987,  (ISBN 3355004901).
- Aber am Volk zweifle ich nicht. Thomas Müntzer, Theologe und Revolutionär. Militärverlag der Deutschen Demokratischen Republik, Berlin, 1989,  (ISBN 9783327007266).
- (Hrsg.): Gestalten um Friedrich den Großen. Biographische Skizzen. Preußischer Militär-Verlag, Reutlingen, 1991,  (ISBN 3927292079).
- avec Daniela Schnitter: Feldherren und Kriegsgelehrte. Porträts aus drei Jahrhunderten. Fides, Berlin, 1997,  (ISBN 3931363015).